# Бат (Мејн)
Бат (енгл. Bath) град је у америчкој савезној држави Мејн.

## Демографија
По попису из 2010. године број становника је 8.514, што је 752 (-8,1%) становника мање него 2000. године.
| Група             | 2000.         | 2010.         |
| Белци             | 8.720 (94,1%) | 8.008 (94,1%) |
| Афроамериканци    | 148 (1,6%)    | 102 (1,2%)    |
| Азијати           | 44 (0,5%)     | 53 (0,6%)     |
| Хиспаноамериканци | 163 (1,8%)    | 157 (1,8%)    |
| Укупно            | 9.266         | 8.514         |